# Peromyscus slevini
Peromyscus slevini là một loài động vật có vú trong họ Cricetidae, bộ Gặm nhấm. Loài này được Mailliard mô tả năm 1924.